# هنک نومان
هنک نومان (هلندی: Henk Numan; ۱۳ ژوئن ۱۹۵۵ – ۲۶ آوریل ۲۰۱۸) جودوکار اهل هلند بود.
وی در مسابقات کشوری و بین‌المللی در مجموع برندهٔ ۲ مدال برنز شده‌است.